# Velva Elaine Rudd
Velva Elaine Rudd (née en 1910 et décédée le 9 décembre 1999) est une botaniste américaine, spécialiste des légumineuses tropicales. Elle a travaillé en tant que conservatrice au Musée national d'histoire naturelle des États-Unis de la Smithsonian Institution et fit des recherches à l'herbarium de l'Université d'État de Californie à Northridge,.

## Biographie
Velva Elaine Rudd est née en 1910 à Fargo dans le Dakota du Nord.

## Éducation et carrière
Velva Rudd a écrit sa thèse de master à l'Université d'État du Dakota du Nord (au North Dakota Agricultural College) sur Euphorbia virgata. La thèse porte le titre de An ecological study of leafy spurge et a été achevée en 1932. En 1953, elle reçoit son doctorat en botanique du George Washington University avec une dissertation intitulée The American Species of Aeschynomene Elle fut conservatrice assistante de 1948 à 1959 et conservatrice de 1959 à 1973 au  Département de Botanique, au United States National Herbarium de la Smithsonian Institution à Washington. Elle débuta en tant que technicienne au Smithsonian sous la supervision de Kittie Fenley Parker. Rudd se spécialisa dans les Fabaceae et écrivit plus de 70 articles sur la Taxonomie des espèces tropicales de légumineuses. Ses contributions incluent une monographie en six parties publiée de 1955 à 1968 dans Contributions from the United States National Herbarium. La monographie traite de sept genres: Aeschynomene, Ateleia, Chaetocalyx, Cyathostegia, Dussia, Nissolia et Ormosia. En 1973, elle prit sa retraite en tant que conservatrice au National Herbarium. Elle devint un membre du Département de Biologie de l'Université d'État de Californie à Northridge jusqu'à sa mort,. Elle fit des recherches de terrains en de nombreuses localisations sous les tropiques, incluant le Mexique, le Costa Rica, le Brésil, le Venezuela et le Sri Lanka.
Le nom de Rudd a été utilisé pour nommer six espèces de légumineuses et pour le genre Ruddia. Le Département des sciences biologique de l'Université d'État du Dakota du Nord sponsorise un prix annuel du Dr. Velva E. Rudd pour les chercheurs juniors et séniors en botanique.

## Éponymes
Le nom de Rudd est utilisé en son honneur pour le genre de légumineuses du Mexique Ruddia Yakovlev 1971 , ainsi que pour plusieurs espèces de légumineuses:
- (Fabaceae) Acacia ruddiae D.H.Janzen (du Costa Rica)[4]
- (Fabaceae) Dioclea ruddiae R.H.Maxwell (du Venezuela)[4]
- (Fabaceae) Nissolia ruddiae Cruz Durán & M.Sousa
- (Fabaceae) Ormosia ruddiana Yakovlev (du Minas Gerais, au Brésil)[4]
- (Melastomataceae) Clidemia ruddae Wurdack (du Mexique)[4]
- (Mimosoideae) Vachellia ruddiae (D.H.Janzen) Seigler & Ebinger

## Taxons nommés par Rudd
- Paramachaerium krukovii Rudd (de l'ouest du Brésil)[12]
- Paramachaerium schunkei Rudd (du Pérou)[12]

### avecAnnetta Mary Carter
- Acacia kelloggiana A.M.Carter & Rudd[13],[14]

### avec Mario Sousa
- Styphnolobium burseroides M.Sousa & Rudd[15]
- Styphnolobium caudatum M.Sousa & Rudd (originaire du Nicaragua)
- Styphnolobium conzattii (Standl.) M.Sousa & Rudd
- Styphnolobium monteviridis M.Sousa & Rudd[15] (originaire d'Amérique centrale)
- Styphnolobium parviflorum M.Sousa & Rudd[15]
- Styphnolobium protantherum M.Sousa & Rudd[15]
- Styphnolobium sporadicum M.Sousa & Rudd[15]